# 丸山劫外
丸山 劫外（まるやま こうがい、女性、1946年12月8日 - ）は、群馬県出身の日本の曹洞宗の尼僧、埼玉県吉祥院住職。和歌の研究者。元脚本家（ペンネームは丸山文櫻）。詩人。

## 来歴
早稲田大学教育学部に入学。映画研究会に所属し、才賀明に師事。「仮面ライダー」の96話ほか、「ケンちゃんシリーズ」などの脚本を執筆。5年ほど脚本家として活動。
その後、デザイン会社経営の後、1982年に曹洞宗で出家。愛知専門尼僧堂で修行の後、最乗寺塔頭正寿庵住職となる。大雄山最乗寺第十八世余語翠巖老師に嗣法。師の遷化後駒澤大学大学院入学、博士後期課程を満期退学の後、曹洞宗総合研究センター宗学研究部門研究員となり、道元の和歌を研究する。

## 著作リスト
- 「仮面ライダー」（第96話「本郷猛　サボテン怪人にされる!?」） ― 本作は主人公・本郷猛が1話中で3回変身する、全98話の中でも異色の作品（通常は前半パート1回、後半パート1回の2回変身が多い）。
- 『雲と風と月と』（中央公論事業出版、2009年）
- 『中国禅僧祖師伝』（曹洞宗宗務庁、2011年）
- 『『修証義』解説 - 道元禅師に学ぶ人間の道』（佼成出版社、2016年）

### 共編著
- 『曹洞宗禅語録全書 - 訓註中世篇 第8巻』（川口高風・田中良昭・永井政之・廣瀬良弘監修、河合泰弘との共編著、四季社、2006年）
- 『道元禅師研究における諸問題ー近代の宗学論争を中心として』 第２部「道元禅師の御真詠を守って」p.291-p.312 （角田泰隆・秋津秀彰・西澤まゆみ・横山龍顯・若山悠光との共編著、春秋社、2017年）

### 論文
- CiNii>丸山劫外
- INBUDS>丸山劫外

## 関連人物
- 高橋伴明 ― 早稲田時代の後輩